# Nüziders
Nüziders é um município da Áustria, situado no distrito de Bludenz, na estado de Vorarlberg. Tem 22,07 km² de área e sua população em 2019 foi estimada em 4.997 habitantes.